# Václav Pšenička junior
Václav Pšenička junior (* 14. Mai 1931 in Prag; † 31. Dezember 2015 ebenda) war ein tschechoslowakischer Gewichtheber.

## Werdegang
Václav Pšenička junior war der Sohn des Silbermedaillengewinners im Gewichtheben des Schwergewichts bei den Olympischen Spielen 1936 in Berlin gleichen Namens (Václav Pšenička senior). Er wuchs in Prag auf und begann schon in jungen Jahren, angeleitet von seinem Vater, mit dem Gewichtheben. Er war Angehöriger der tschechoslowakischen Streitkräfte und gehörte erst einem Armee-Sportklub in Prag und danach "Spartak" Prag an. Er wurde im Jahre 1950 mit 18 Jahren bereits erstmals tschechoslowakischer Meister im Mittelgewicht. Seine Entwicklung zu einem international erfolgreichen Gewichtheber setzte sich in den Folgejahren kontinuierlich fort. Bis 1961, als er seine internationale Laufbahn beendete, hatte er insgesamt sieben Medaillen bei Welt- und Europameisterschaften im olympischen Dreikampf gewonnen.

## Internationale Erfolge
(OS = Olympische Spiele, WM = Weltmeisterschaft, EM = Europameisterschaft, Mi = Mittelgewicht, Ls = Leichtschwergewicht, Ms = Mittelschwergewicht)
- 1951, 2. Platz, Welt-Jugendfestspiele in Berlin, Mi, mit 337,5 kg, hinter Mosscherin, UdSSR, 345 kg und vor Rajew, Bulgarien, 280 kg;
- 1953, 2. Platz, Welt-Jugendfestspiele in Bukarest, Mi, mit 357,5 kg, hinter Bondarenko, UdSSR, 380 kg und vor Dancea, Rumänien, 332,5 kg;
- 1953, 6. Platz (2. Platz), WM + EM in Stockholm, Mi, mit 362,5 kg, Sieger: Thomas Kono, USA, 407,5 kg vor Dave Sheppard, USA, 397,5 kg;
- 1954, 4. Platz (3. Platz), WM + EM in Wien, Ls, mit 395 kg, hinter Kono, 435 kg, Trofim Lomakin, UdSSR, 427,5 kg und Jean Debuf, Frankreich, 405 kg;
- 1955, 5. Platz (2. Platz), WM + EM in München, Ls, mit 395 kg, hinter Kono, 435 kg, Wassili Stepanow, UdSSR, 425 kg, James George, USA, 402,5 kg und Jalal Mansouri, Iran, 402,5 kg;
- 1956, 2. Platz, EM in Helsinki, Ls, mit 400 kg, hinter Lomakin, 420 kg und vor Günter Siebert, Deutschland, 377,5 kg;
- 1956, 6. Platz, OS in Melbourne, Ls, mit 400 kg, Sieger: Kono, 447,5 kg vor Stepanow, 427,5 kg;
- 1957, 2. Platz, EM in Kattowitz, Ls, mit 402,5 kg, hinter Matwiej Rudman, UdSSR, 422,5 kg und vor Ireneusz Paliński, Polen, 400 kg,
- 1957, 5. Platz, WM in Teheran, Ls, mit 400 kg, hinter Lomakin, 450 kg, James George, 422,5 kg, Mansouri, 412,5 kg und Paliński, 407,5 kg:
- 1958, 4. Platz (3. Platz), WM + EM in Stockholm, Ms, mit 417,5 kg, hinter Arkadi Worobjow, UdSSR, 465 kg, Sheppard, 450 kg und Iwan Wesselinow, Bulgarien, 422,5 kg;
- 1959, 4. Platz (3. Platz), WM + EM in Warschau, Ls, mit 4021,5 kg, hinter Rudolf Plukfelder, UdSSR, 457,5 kg, Palinski, 432,5 kg und James George, 417,5 kg;
- 1960, unplatziert, EM in Mailand, Ls, mit 3 Fehlversuchen im Drücken;
- 1961, 2. Platz, Donau Cup in München, Ls, mit 390 kg, hinter Géza Tóth, Ungarn, 420 kg und vor Norbert Fehr, Deutschland, 372,5 kg;
- 1961, 8. Platz (6. Platz), WM + EM in Wien, Ls, mit 402,5 kg, Sieger: Plukfelder, 450 kg vor Geza Toth, 432,5 kg

## Nationale Erfolge
Václav Pšenička jun. war vielfacher tschechoslowakischer Meister und Rekordhalter im Leichtschwer- bzw. Mittelschwergewicht.